# Gäddsjön (Orsa socken, Dalarna)
Gäddsjön är en sjö i Orsa kommun i Dalarna och ingår i Dalälvens huvudavrinningsområde. Sjön har en area på 0,175 kvadratkilometer och ligger 524 meter över havet.

## Delavrinningsområde
Gäddsjön ingår i det delavrinningsområde (681729-143991) som SMHI kallar för Mynnar i Vässinjärvi. Medelhöjden är 531 meter över havet och ytan är 39,18 kvadratkilometer. Det finns inga avrinningsområden uppströms utan avrinningsområdet är högsta punkten. Griffelån som avvattnar avrinningsområdet har biflödesordning 3, vilket innebär att vattnet flödar genom totalt 3 vattendrag innan det når havet efter 430 kilometer. Avrinningsområdet består mestadels av skog (73 procent) och sankmarker (20 procent). Avrinningsområdet har 0,36 kvadratkilometer vattenytor vilket ger det en sjöprocent på 0,9 procent.